# プロジェクト・タイガー
プロジェクト・タイガー（英語: Project Tiger）は、1973年にインド政府によって開始されたベンガルトラ保護プログラムである。ベンガルトラはインドの「国の動物」であるため、このプロジェクトは減少するこの大型猫類の個体数を食い止め、その数を増やすことを目的としている。

## 概要
プロジェクト・プロジェクトは、1973年4月にインディラ・ガンディー首相の在任中にインド政府によって開始されたベンガルトラ保護プログラムである。カイラシュ・サンカラ（Kailash Sankhala）がプロジェクト・タイガーの初代監督を務めた。ベンガルトラの自然生息地での生存可能な個体数を確保し、絶滅から保護し、国内のトラの分布全体の生態系の多様性を可能な限り近く表現する自然遺産として生物学的に重要な地域を保護することを目的としている。
プロジェクトのタスクフォースは、これらのトラの保護区を繁殖核として視覚化し、そこから余剰動物が隣接する森林に移動する。プロジェクトの下での生息地保護とリハビリテーションの集中的なプログラムを支援するために、資金とコミットメントが集められた。政府は密猟者と戦うためにトラ保護部隊を設立し、人間とトラの衝突を最小限に抑えるために村人の移転に資金を提供した。
2006年のトラの生息数調査では、GISを使用したカメラトラップと標識の調査から得られたトラ、その共捕物、獲物のサイト固有の密度を推定する新しい方法が使用された。これらの調査の結果に基づいて、トラの総個体数は、1.5歳以上の成体および亜成体のトラ1,165頭から1,657頭までの1,411個体と推定された。このプロジェクトのおかげで、2015年に発表された生息数調査レポートによると、トラの数は2,226頭に増加した。州の調査によると、トラの個体数は大幅に増加しており、（年間のトラの生息数調査の一環として、2018年のカウントでは2,967頭と推定されている。
プロジェクト・タイガーは現在、環境・森林・気候変動省（Ministry of Environment, Forest and Climate Change）に所属する国立トラ保護機構（National Tiger Conservation Authority）が管理している。

## 参照項目
- インドのトラ保護地区 (Tiger reserves of India)
- インドの国立公園